# لیگوتا اولسکا
لیگوتا اولسکا (به لاتین: Ligota Oleska) یک روستا در لهستان است که در گمینا رادووو (استان اوپوله) واقع شده‌است. لیگوتا اولسکا ۳۹۵ نفر جمعیت دارد.